# DN68A
De DN68A (Drum Național 68A of Nationale weg 68A) is een weg in Roemenië. Hij loopt van Lugoj via Făget naar Ilia. De weg is 79 kilometer lang. 

## Europese wegen
De volgende Europese weg loopt met de DN68A mee:
- Lugoj - Ilia (gehele route)